# 2015 KG163
2015 KG163是一個來自太陽系最外層的海王星外天體，直徑約102公里（63英里）。2015年5月24日，2015 KG163首次被外太陽系起源調查的天文學家利用美國夏威夷莫納克亞山天文台的加法夏望遠鏡所發現。2015 KG163觀測弧為2年，於2022年8月左右通過近日點，相對於太陽的運行速度為6.5公里/秒。
2015 KG163是少數近日點距離為30天文單位、半長軸為250天文單位的分離天體之一。該天體如果沒有受到擾動無法抵達這樣的軌道，導致一些天文學家推測存在第九行星。2015 KG163的近日點幅角與2013 FT28相似，但半長軸較大，因此軌道可能與第九行星的軌道相交。

## 備註
1. ↑  Uncertainty in the perihelion date is 18 days (1-sigma) or 54 days (3-sigma) according to JPL's Small-Body Database.[3]

## 外部連結
- 2015 KG163 at AstDyS-2, Asteroids—Dynamic Site
  - Ephemeris · Observation prediction · Orbital info · Proper elements · Observational info
- NASA JPL小天體瀏覽器上的2015 KG163